# 大市民 (テレビドラマ)
『大市民』は、1966年に製作、放映された日本のテレビドラマ。『NHK劇場 愛のシリーズ』の1本として1966年11月24日に放映された。演出は和田勉、脚本は山田信夫。
1966年12月22日に同じ『NHK劇場』枠で再放送されたほか、2004年1月25日には『NHKアーカイブス』にて再放送された。

## 概要
高度経済成長期を背景とし、本当の幸せとは何かを問いかける。

## あらすじ
村上家は、商社のベテラン課長の夫（植木等）、専業主婦の妻（左幸子）、小学生の一人息子（吉野謙二郎）の3人家族。ニュータウンの大規模団地に住む平凡なサラリーマン家庭だった。
8月のある月曜日、夫は出勤、息子は友人と海水浴へ出かけ、妻は家事に追われるいつもと変わらぬ日のはずだったが、3人それぞれが特別な一日となる。
夫はライバル商社から引き抜きの誘いを受ける。妻の元には法事に出かける隣人の赤ちゃんを預かることとトイレットペーパーの押し売り騒動が。息子はいじめと水難事故に。

## 出演
- 村上 - 植木等
- 和子 - 左幸子
- 章 - 吉野謙二郎（雷門ケン坊）
- 北村和夫
- 嵯峨善兵
- 大森暁美
- 河村弘二
- 森塚敏
- 相沢治夫
- 初井言榮
- 幸田弘子
- 中村たつ
- 中村恵子
- 横内正
- 吉田日出子
- 土屋靖男
- 石津康彦

## 賞歴
- 第21回芸術祭奨励賞受賞
- 第6回日本テレビフィルム技術賞受賞